# Unionicola campelomaicola
Unionicola campelomaicola är en kvalsterart som beskrevs av Marshall 1935. Unionicola campelomaicola ingår i släktet Unionicola och familjen Unionicolidae. Inga underarter finns listade i Catalogue of Life.